# دهستان غنی‌آباد

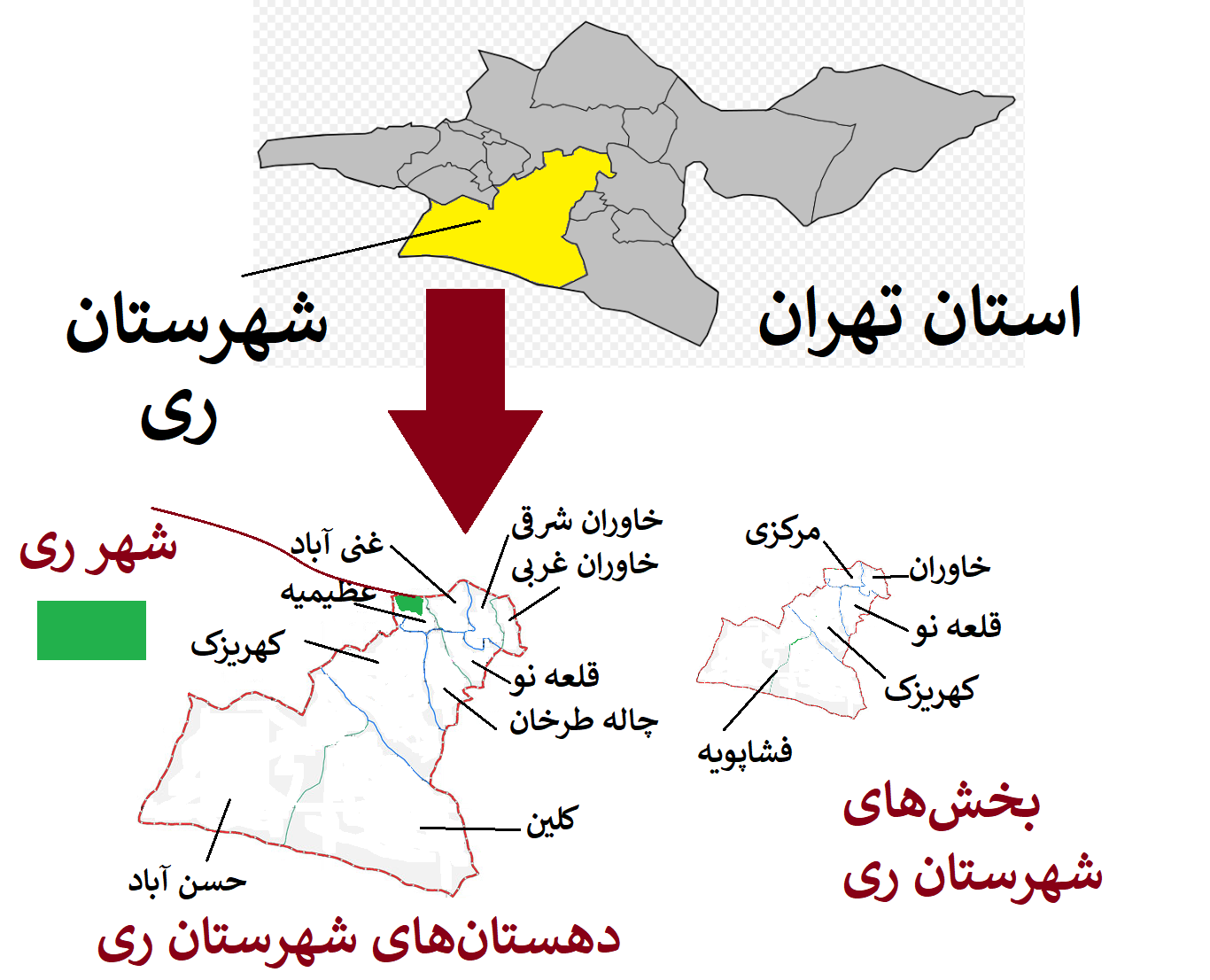
بخش‌ها و دهستان‌های شهرستان ری

دهستان غنی‌آباد نام دهستانی در بخش مرکزی شهرستان ری، استان تهران در ایران است. براساس سرشماری مرکز آمار ایران در سال ۱۳۸۵، جمعیت آن ۶۷۹۳۳ نفر (۱۶۸۹۰ خانوار) بوده‌است.

## روستاها
- اسلام آباد سیمان
- کوره فرنگی
- غنی آباد
- امین آباد
- تقی آباد
- هفت دستگاه
- حاجی آباد بالا
- حاجی آباد پایین
- نسوز

## اماکن دیگر
- بقعه بی بی شهربانو
- شهرک خاورشهر
- کارخانه سیمان